# Jeroni Pujades
Jeroni Pujades, né à Barcelone en 1568 et mort à Castellón de Ampurias le 7 janvier 1635, est un historien espagnol. Il est l'auteur de la Coronica Universal del Principat de Cathalunya, dont le premier volume est écrit en 1609 en catalan, puis les deuxième et troisième volumes paraissent en espagnol.